# Instituto para la Defensa de las Personas en el Acceso a los Bienes y Servicios
El Instituto para la Defensa de las Personas en el Acceso a los Bienes y Servicios (INDEPABIS) fue el Ente Venezolano encargado de defender y proteger los intereses de las personas al obtener acceso a bienes y servicios. Este Instituto estableció los ilícitos administrativos, sus procedimientos y sanciones así como la penalización de los delitos. El instituto estaba adscrito al  Ministerio del Poder Popular para el Comercio. A partir del año 2015 se liquidó y fusionó, junto a la superintendencia nacional de costos y precios, a la Superintendencia Nacional para la Defensa para los Derechos Socioeconómicos (SUNDDE).
Su última autoridad máxima fue el superintendente nacional para la defensa de los derechos socioeconómicos, Andrés Eloy Méndez.

## Historia
En los años 70 nace como Superintendencia de Protección al Consumidor, como un organismo para velar por los derechos de las personas que adquieren un producto. En el año 1993 cambia su nombre y pasa a llamarse Instituto para la Defensa y Educación del Consumidor (IDEC). En 1995 cambia nuevamente de nombre denominándose Instituto Nacional para la Defensa y Educación del Consumidor y el Usuario (INDECU). Así estuvo hasta el año 2010 cuando nuevamente cambia de nombre a Instituto para la Defensa de las Personas en el Acceso a los Bienes y Servicios (INDEPABIS). En 2015 este organismo fue liquidado  fusionado con la Superintendencia de Precios Justos pasándose a llamar Superintendencia Nacional de Derechos Socioeconómicos (SUNDDE). 